# Столяр, Роман Соломонович
Рома́н Соломо́нович Сто́ляр (6 декабря 1967, Новосибирск) — российский композитор и пианист-импровизатор, аранжировщик, педагог, флейтист.

## Биография
Роман Столяр родился 6 декабря 1967 года в Новосибирске в семье инженеров. В 12-летнем возрасте окончил музыкальную школу по классу фортепиано. Первоначально он не планировал стать музыкантом и по окончании общеобразовательной школы в 1985 г. поступил в Новосибирский электротехнический институт. Под влиянием растущего интереса к джазу и музыкальному авангарду стал вновь обучаться фортепианной игре — вначале у новосибирского джазового пианиста Игоря Дмитриева, а затем, после ухода из института в 1988 г., — на эстрадно-джазовом факультете Новосибирского музыкального колледжа (класс преподавателя Евгения Серебренникова). В сентябре 1989 г. впервые выступил на профессиональной джазовой сцене на фестивале «Джаз-Вега 89» в качестве пианиста джаз-оркестра Александра Султанова. В том же году начал активно выступать в новосибирском клубе «Джаз-Форум» в разных коллективах. В 1990 г. вместе с барабанщиком Михаилом Вольфовичем выступил на джаз-фестивале в Новокузнецке; затем к дуэту Столяр—Вольфович присоединился саксофонист Андрей Турыгин, и трио обрело название СТВ (Столяр—Турыгин—Вольфович). В этом составе в январе 1991 г. трио совершило двухнедельную поездку на Гавайи (США) в рамках программы советско-американского культурного обмена ALOHA. С этого момента началась активная концертная деятельность за пределами Новосибирска.
После досрочного окончания музыкального колледжа в 1991 г. поступил в Новосибирскую государственную консерваторию им. М. И. Глинки на теоретико-композиторский факультет (класс композиции профессора Ю. П. Юкечева). Одновременно стал педагогом Новосибирского музыкального колледжа, где вплоть до 2014 г. преподавал на эстрадном (теория импровизации, джазовая гармония, история стилей, специальное фортепиано) и теоретическом (введение в современную музыку) отделениях. По окончании консерватории в 1996 г. поступил в ассистентуру-стажировку по композиции (класс Ю. П. Юкечева), которую окончил в 1999 г.
В 2000—2018 гг. работал музыкальным руководителем Новосибирского молодёжного театра «Глобус». Член Союза композиторов РФ с 2000 г., член правления Сибирской организации Союза композиторов (2001—2007). Член Международной ассоциации джазовых школ с 2006 г., член Консультативного совета Международного общества импровизационной музыки с 2006 г.
В 2010 году в издательстве «Планета музыки» выпущен его учебник «Современная импровизация: практический курс для фортепиано». В том же году им основана Лаборатория импровизационной музыки при Сибирском центре современного искусства (просуществовала до 2015 г.).Также автор книг «Джаз. Введение в стилистику» (2015) и «Между каноном и свободой. Импровизация в западной музыке второй половины XX века» (2021) и учебного пособия «Волшебная книга импровизирующего пианиста» (2019).
В 2015 году вместе с Сергеем Беличенко, Владимиром Драницей и Олегом Голюновым вошёл в состав «Квартета им. Курёхина».
С 2018 года живет и работает в Санкт-Петербурге, преподает в Музыкально-просветительском колледже им. Б. И. Тищенко. В мае 2019 г. состоялась премьера спектакля «Лавр» в Театре на Литейном с музыкой Романа Столяра (режиссер — Борис Павлович). Впоследствии написал музыку к спектаклям Бориса Павловича «Город Эн» (Малый драматический театр — Театр Европы), «Авиатор» (Городской театр Таллинна, Эстония) и «Жизнь и мнения Тристрама Шенди» (Театр Ленсовета).
С 2023 года живет и работает в Берлине.

## Концертная деятельность
Участник различных коллективов новоджазовой и импровизационной музыки, среди них Alter Ego (дуэт с саксофонистом Андреем Турыгиным), Shanti (дуэт с вокалисткой Еленой Силантьевой), трио импровизационной музыки Trigrafica (с Михаилом Сергеевым и Вячеславом Муриным), новоджазовый квартет New Generation, дуэт с саксофонистом Леонидом Сендерским (Санкт-Петербург — Израиль), трио Dots & Lines (с гитаристом Андреем Поповским и саксофонистом Ильей Белоруковым). Сотрудничал со значительным количеством российских и зарубежных импровизаторов, среди них — Анатолий Вапиров, Владимир Чекасин, Сергей Летов, Алексей Круглов, Владислав Макаров, Алексей Лапин (Россия), William Parker, Dominic Duval, Marco Eneidi, Stephen Nachmanovitch, Weasel Walter, Vinny Golia, Susan Allen, Tanya Kalmanovitch, Nicholas Chase, Michael Tracy, Ed Sarath, Thomas Buckner, Blaise Siwula (США), Glen Hall (Канада), Carl Bergstroem-Nielsen, Henrik Rasmussen (Дания), Tomasz Ondrusek (Чехия), Hans Schuettler, Heinz-Erich Goedecke, Ge-Suk Yeo (Германия), Edyta Fil (Польша), Assif Tsahar (Израиль), Glen Hall (Канада), Kazutoki Umezu, Masami Suzuki, Ken-ichi Matsumoto, (Япония), группами Kieloor Entartet и Day & Taxi (Швейцария), Lot Lorien (Болгария) и др. Концертировал и принимал участие в фестивалях новоджазовой, импровизационной и современной академической музыки в США, Канаде, Японии, Великобритании, Австрии, Дании, Швейцарии, Франции, Нидерландах, Польше, Словении, Болгарии, Македонии, Хорватии, Испании, Израиле, Литве, Латвии, Украине, Казахстане, Кыргызстане. В 2016 году стал резидентом Swatch Art Peace Hotel в Шанхае, создал первый в Китае импровизирующий оркестр.
После переезда в Берлин в 2023 г. его партнерами стали музыканты международного сообщества импровизаторов, проживающих в столице Германии — Эдит Штайер, Майнрад Кнеер (Нидерланды), Корхан Эрел (Турция), София Сальво (Аргентина), Венсан Лажю (Франция) и др. Он также активно выступает с валторнистом Аркадием Шилклопером и квинтетом IDENTITIES, в который также входят саксофонистки Миа Дыберг (Дания) и Камила Неббиа (Аргентина), немецкий контрабасист Хорст Нонненмахер и австралийский барабанщик Сэм Холл.

## Список сочинений
- Free, At Last для флейты соло (2021)
- When You Hear It In Shanghai Every Day, для двух фортепиано (2016)
- Sicilian Night для струнного оркестра (2014)
- Елизавета Бам, опера для хора с движением по пьесе Даниила Хармса (2014)
- Шакунтала, авторская версия балет Инаят Хана (2014)
- Chess Fourplay для квартета любого состава (2014)
- Детские песни для взрослых, цикл на стихи А. Бергельсона для вокального квинтета (2013)
- Suspense для флейты, кларнета, фортепиано, скрипки и виолончели (2013)
- Good night, мистер Хайд!, мюзикл (либретто Александра Бергельсона по мотивам рассказа Р. Стивенсона) (2012)
- The Lesson для двух фортепиано (2012)
- The Intruder для импровизирующего оркестра (2011)
- Cis для двух фортепиано (2009)
- Simple Music для органа и струнного оркестра (2009)
- Into A Free Play, концерт для импровизирующего фортепиано и струнных (2007)
- Месса-Апокриф для пяти голосов, синтезаторов и солиста-импровизатора (2005)
- Струнный квартет (2005)
- Фантазия в классическом стиле для фортепиано с оркестром (2005)
- Requiem Rag (Рэгтайм памяти Джона Кейджа) для фортепиано соло (2002)
- Книга Рождества, кантата для солистов, хора и оркестра (2001)
- Песни времен года, вокальная сюита для эстрадного голоса, фортепиано и фонограммы (2000)
- Оборотная сторона рока, 12 аранжировок шедевров английской рок-музыки (2000)
- Дивертисмент в стиле рок, для струнных (2000)
- Awakening, поэма для оркестра (1999)
- Meditation для блокфлейты сопрано и фонограммы (1998)
- Averything or Nothing? для фортепиано соло (1998)
- The Gospel of William Blake, кантата для пяти голосов, струнных и ударных (1997)
- Con Fusion, концерт для джаэ-оркестра (1996)
- Без Дон Жуана, музыка к модерн-балету (1995, выполнено на синтезаторе)
- Jabberwocky, камерная кантата для пяти голосов, струнного квартета и клавесина (1995)
- An American Screenplay, трио для кларнета, фагота и фортепиано (1994)
- Ave Maria для сопрано и фортепиано (1993)
- CREDO RS, концерт для солиста-импровизатора и фонограммы (1993)
- Музыка ОБЭРИУ, вокальный цикл для баса и фортепиано (1992)
- Тракаи-сюита для трёх блокфлейт и клавесина (1992)

## Дискография
- Роман Столяр — SAVJEST, TO FOLLOW (2022, Бомба-Питер)
- Роман Столяр, Андрей Разин — БАЛЕТНЫЕ СЦЕНЫ ДЛЯ ДВУХ ФОРТЕПИАНО (2021, Бомба-Питер)
- Михаэла Штайнхауэр, Алексей Круглов, Роман Столяр — CHANGES & CHOICES (2021, independent release)
- Hung Mung & Роман Столяр — ADVERCITY YIELDS FLAIR (2020, Discordian Records)
- Николай Рубанов, Александр Рагазанов, Роман Столяр — RURARO (2020, Бомба-Питер)
- Роман Столяр, Рафаэль Судан — RESTLESS (2017, Ermatell)
- Михаэла Штайнхауэр, Алексей Круглов, Роман Столяр — TALKS AROUND MIDNIGHT (2016, FancyMusic)
- VOCCOLOURS, Алексей Круглов, Олег Юданов, Роман Столяр, Андрей Разин — RUSSIAN AFFAIR (ArtBeat, 2016)
- Роман Столяр, Алексей Чичилин, Алексей Наджаров — NACHISTO (2016, Creative Sources)
- Роман Столяр — THE BOSTON CASE (2014, FancyMusic)
- Глен Холл, Роман Столяр, Владимир Лучанский, Владимир Драница, Сергей Беличенко — LIVE IN SIBERIA (2014, Tarsier Records)
- Алексей Круглов, Роман Столяр, Владимир Драница, Сергей Беличенко — STRUCTURE #54 (2014, FancyMusic)
- Роман Столяр, Владимир Лучанский — DUETS (2013, FancyMusic)
- Роман Столяр, Эд Сарат — AMAZING BLUE (2012, Ermatell Records)
- Роман Столяр, Сьюзен Аллен — TOGETHER (2011, independent release)
- Роман Столяр, Доминик Дюваль — PARK WEST SUITE (2011, Cadence Jazz Records)
- Роман Столяр, Алексей Лапин — DOUBLE SONATA (2011, SoLyd Records)
- Сергей Михайленко & XYZ Quartet — КОЗЫРНАЯ КАРТА (2011, Ermatell/Jazzosophia)
- Леонид Сендерский, Роман Столяр — EXTREME POINTS (2010, NewFolder2)
- Роман Столяр — MISSA APOCRYPH (2010, Electroshock Records)
- Илья Белоруков, Роман Столяр, Андрей Поповский, Александр Фунтиков — DOTS & LINES (2007, Ermatell Records)
- New Generation Quartet — DANCES (2007, Ayler Records)
- Сьюзен Аллен, Роман Столяр, Сергей Беличенко — TRIALOG (2005, Ermatell Records)
- Роман Столяр — STRAIGHT AND STRANGE (2003, Ermatell Records)
- Роман Столяр — CREDO (2003, Electroshock Records)
- Датская конференция по интуитивной музыке — SOUND SCAPES (2002, Ermatell Records)
- New Generation Quartet — ЖУРНАЛ ДЖАЗОВОЙ ИММУНОЛОГИИ (1996, Ermatell Records)

## Музыка к фильмам
- 2011 — «Валентин Парнах: не здесь и не теперь». Реж. М. Басов.[5][6]
- 2022 — The Freaquency, режиссёр Ирэна Чурик (Хорватия).

## Цитаты
Любое направление в искусстве — в музыке, живописи, литературе имеет способность консервироваться по прошествии своего пика. Это совершенно неизбежный процесс. Классическая музыка законсервировалась в себе потому, что достигла пика развития. Дальше развивать музыку в традициях, которые уже установлены классиками, невозможно. Смешно гоняться за уровнем шедевров Моцарта, Генделя, Баха — мир-то изменился. Поэтому эти течения законсервированы, они стали признаком хорошего тона. … Джаз сейчас тоже превращается в консервированную культуру, он достиг пика, и дальнейшее развитие возможно в том случае, если джаз растворится в фольклоре, будет соединяться с классикой и так далее. Консервация и развитие в сторону синтеза — это две взаимоисключающие линии в современном искусствеРоман Столяр, 2006
Именно это двуединство — исполнитель и композитор в одном лице — накладывает на деятельность импровизатора двойную ответственность: у него нет возможности спрятаться за авторским текстом, ему предстоит творить здесь и сейчас без возможности вернуться назад и что-либо исправить, если что-то пойдёт не так. Импровизация, тем более неподготовленная — всегда балансирование на грани с непредсказуемым результатом, и ответственность, лежащая на плечах импровизатора, вполне сродни ответственности исполнителя, точно следующего указаниям композиторского текста. При этом, безусловно, возможны и неудачи — но неудачи в такой же степени, в какой они возможны в композиторском творчестве, от них никто не застрахован.Роман Столяр, 2012